# Mistrzostwa Świata w Łyżwiarstwie Szybkim w Wieloboju 1900
8. mistrzostwa świata w łyżwiarstwie szybkim w wieloboju odbyły się w dniach 24–25 lutego 1900 roku w Oslo. Zawodnicy startowali na naturalnym lodowisku na Frognerkilen. W zawodach wzięli udział tylko mężczyźni. Zawodnicy startowali na czterech dystansach: 500 m, 1500 m, 5000 m, 10000 m. Mistrzem zostawał zawodnik, który wygrywał trzy z czterech dystansów. Tytuł mistrzowski wywalczył Norweg Edvard Engelsaas. Srebrnych i brązowych medali nie przyznawano. Miejsca pozostałych zawodników są nieoficjalne.

## Uczestnicy
W zawodach wzięło udział 12 łyżwiarzy z 1 kraju. Sklasyfikowanych zostało 8.
| Państwa biorące udział w mistrzostwach |
| -------------------------------------- |
| Norwegia                               |

## Wyniki
- DNS – nie wystartował

| Pozycja | Zawodnik               | Kraj     | 500 m      | 5000 m        | 1500 m       | 10000 m      |
| ------- | ---------------------- | -------- | ---------- | ------------- | ------------ | ------------ |
| 01 !    | Edvard Engelsaas       | Norwegia | 47.4 (3.)  | 9:34.2 (1.)   | 2:38.4 (1.)  | 20:09.4 (1.) |
| (2.)    | Alfred Næss            | Norwegia | 47.2 (2.)  | 9:59.2 (7.)   | 2:42.0 (2.)  | 20:49.2 (4.) |
| (3.)    | Rudolf Gundersen       | Norwegia | 50.2 (5.)  | 9:49.0 (3.)   | 2:43.0 (3.)  | 20:36.6 (3.) |
| (4.)    | Carl Frantzen          | Norwegia | 52.2 (10.) | 9:55.6 (5.)   | 2:46.4 (4.)  | 20:12.2 (3.) |
| (5.)    | Thorvald Thomsen       | Norwegia | 51.2 (7.)  | 9:54.8 (4.)   | 2:46.6 (5.)  | 20:59.8 (5.) |
| (6.)    | Rudolf Røhne           | Norwegia | 50.2 (5.)  | 9:58.8 (6.)   | 2:50.8 (8.)  | 22:11.4 (8.) |
| (7.)    | Hans Johansen          | Norwegia | 55.4 (11.) | 10:08.0 (10.) | 3:01.2 (10.) | 21:13.4 (6.) |
| (8.)    | Olaf Johansen          | Norwegia | 56.0 (12.) | 10:14.4 (12.) | 9:59.9 !     | 21:20.2 (7.) |
| DNS     | Asbjørn Bye            | Norwegia | 50.0 (4.)  | 10:06.8 (9.)  | 2:49.8 (6.)  | 59:59.9 !    |
| DNS     | Leonhard Kristoffersen | Norwegia | 51.8 (8.)  | 10:09.4 (11.) | 2:53.8 (9.)  | 59:59.9 !    |
| DNS     | John Skjefstad         | Norwegia | 52.0 (9.)  | 10:01.6 (8.)  | 2:50.0 (7.)  | 59:59.9 !    |
| DNS     | Peder Østlund          | Norwegia | 46.4 (1.)  | 9:43.0 (2.)   | 9:59.9 !     | 59:59.9 !    |